# Lotto-Mobistar/1997
Deze pagina geeft een overzicht van de Lotto-Mobistar wielerploeg in  1997.

## Algemene gegevens
Sponsors: Belgische Nationale Loterij, Mobistar (telefonieaanbieder)
Ploegleiders: Jean-Luc Vandenbroucke, Jef Braeckevelt, Hugo De Dier, Ferdi Van den Haute
Fietsmerk: Vitus

## Renners
| Naam                                | Geboortedatum | Nationaliteit | Ploeg 1996                  |
| ----------------------------------- | ------------- | ------------- | --------------------------- |
| Djamolidin Abdoesjaparov            | 28-02-1964    | Oezbekistan   | Refin-Mobilvetta            |
| Fabien De Waele                     | 19-07-1975    | België        |                             |
| Steve De Wolf                       | 31-08-1975    | België        | Neoprof                     |
| Sebastien Demarbaix                 | 19-12-1973    | België        |                             |
| Christophe Detilloux                | 03-05-1974    | België        |                             |
| Niko Eeckhout                       | 16-12-1970    | België        | Collstrop-Lystex            |
| Peter Farazijn                      | 27-01-1969    | België        |                             |
| Wim Feys                            | 16-12-1971    | België        | Vlaanderen 2002-Eddy Merckx |
| Thomas Fleischer                    | 20-02-1971    | Duitsland     |                             |
| Laurent Madouas                     | 08-02-1967    | Frankrijk     | Motorola                    |
| Chris Peers                         | 03-03-1970    | België        |                             |
| Jo Planckaert                       | 16-12-1970    | België        | Refin-Mobilvetta            |
| Benoît Salmon                       | 09-05-1974    | Frankrijk     | Collstrop-Lystex            |
| Andrei Tchmil                       | 22-01-1963    | Moldavië      |                             |
| Andrej Teterioek                    | 20-09-1967    | Kazachstan    | Aki-Gipiemme                |
| Paul Van Hyfte                      | 19-01-1972    | België        |                             |
| Rik Verbrugghe                      | 23-07-1974    | België        |                             |
| Marc Wauters                        | 23-02-1969    | België        |                             |
| Ludwig Willems                      | 07-02-1966    | België        | Mapei-GB                    |
| Stagiairs                           |               |               |                             |
| Ludovic Capelle (stagiair)          | 27-02-1976    | België        |                             |
| Wim Heselmans (stagiair)            | 23-04-1977    | België        |                             |
| Jean-Denis Vandenbroucke (stagiair) | 11-10-1976    | België        |                             |

## Belangrijke overwinningen
| GP de Lillers Niko Eeckhout La Côte Picarde Djamolidin Abdoesjaparov Vierdaagse van Duinkerken 6e etappe: Djamolidin Abdoesjaparov Critérium du Dauphiné Libéré 1e etappe: Djamolidin Abdoesjaparov 3e etappe: Djamolidin Abdoesjaparov 7e etappe: Andrej Teterioek Ronde van het Waalse Gewest 2e etappe, deel A: Rik Verbrugghe 2e etappe, deel B: Rik Verbrugghe | GP Rik Van Steenbergen Andrei Tchmil Ronde van Galicië 4e etappe: Jo Planckaert Dwars door Vlaanderen Andrei Tchmil Druivenkoers Overijse Andrei Tchmil Parijs-Tours Andrei Tchmil GP Briek Schotte Wim Feys |

1985 · 1986 · 1987 · 1988 · 1989 · 1990 · 1991 · 1992 · 1993 · 1994 · 1995 · 1996 · 1997 · 1998 · 1999 · 2000 · 2001 · 2002 · 2003 · 2004 · 2005 · 2006 · 2007 · 2008 · 2009 · 2010 · 2011 · 2012 · 2013 · 2014 · 2015 · 2016 · 2017 · 2018 · 2019 · 2020 · 2021 · 2022 · 2023 · 2024 · 2025